# لوزاننو
شهر لوزاننو (به فرانسوی: Leuze-en-Hainaut) در شهرستان تورنه  در استان انو  در منطقه فدرال والوون در کشور بلژیک واقع شده‌است.